# Ladesäulenverordnung
Die Ladesäulenverordnung (LSV) ist eine vom Bundesministerium für Wirtschaft und Energie (BMWi) erlassene Verordnung, mit deren Vorgaben der Ausbau von Stromtankstellen in Deutschland beschleunigt und Rechtssicherheit geschaffen werden soll. Die Verordnung regelt laut ihrem Titel „technische Mindestanforderungen an den sicheren und interoperablen Aufbau und Betrieb von öffentlich zugänglichen Ladepunkten für elektrisch betriebene Fahrzeuge“. Sie trat am 17. März 2016 in Kraft und wurde mehrfach geändert.

## Inhalt und Kontext

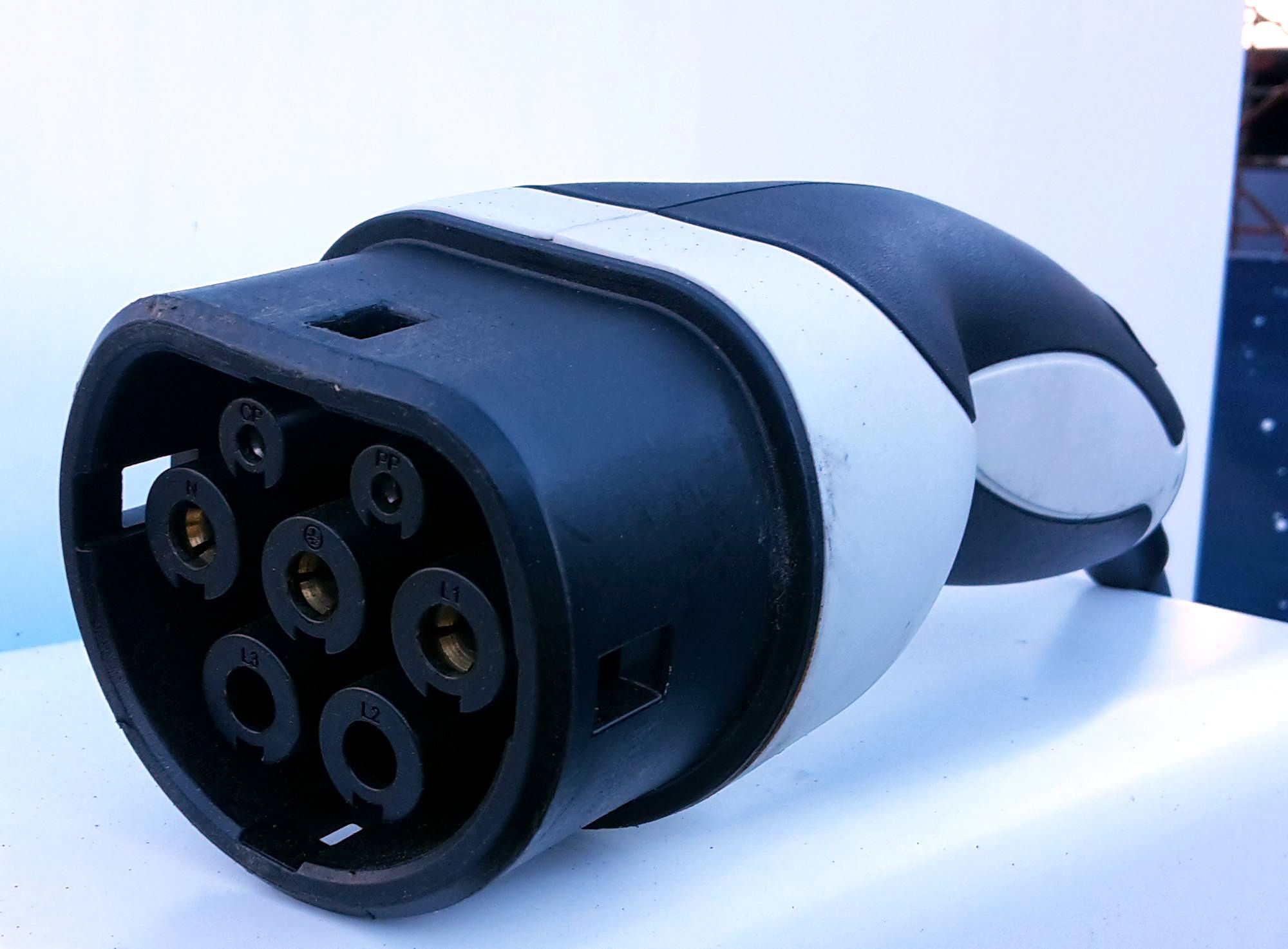
Typ-2-Ladekupplung

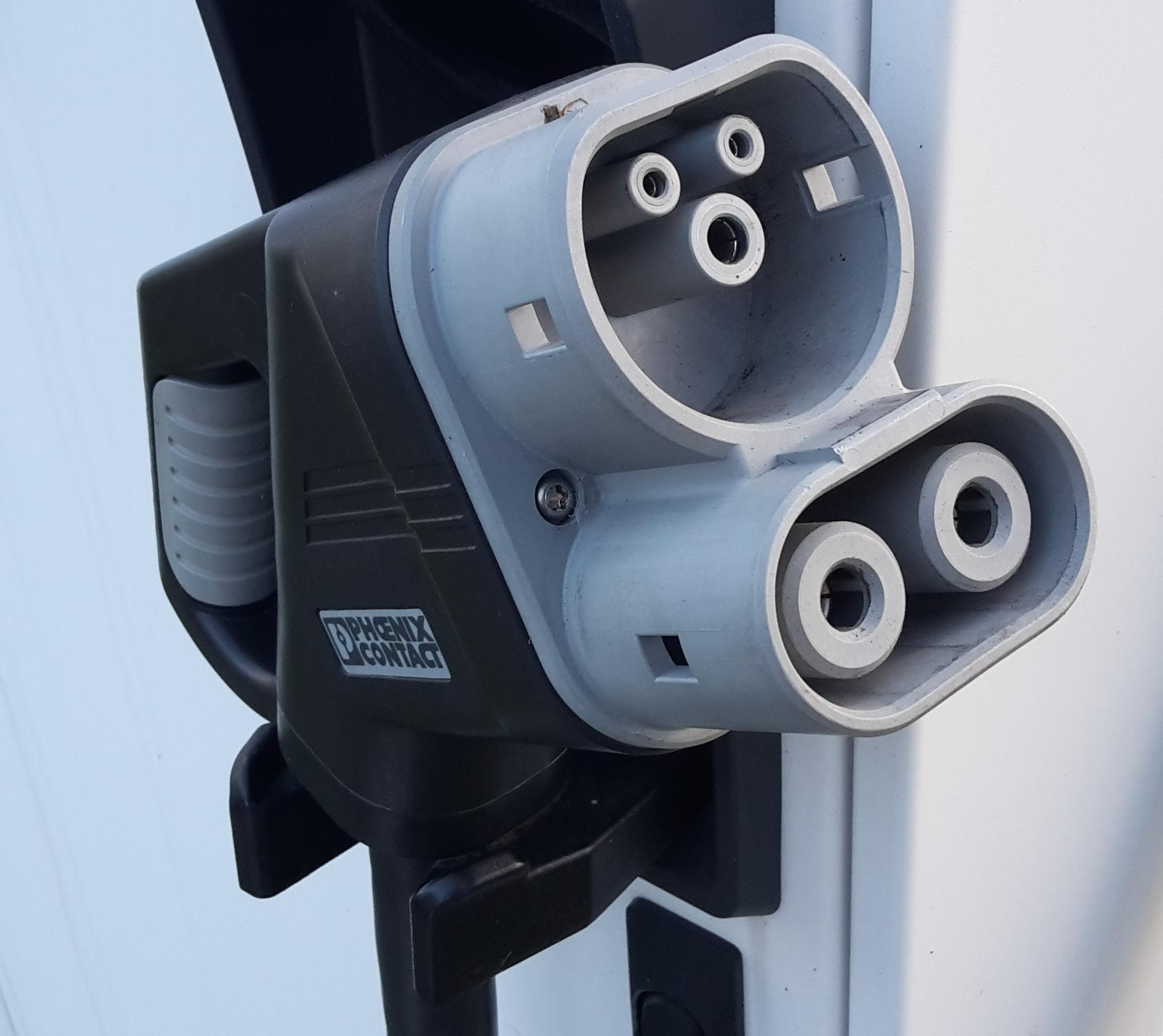
Combo-2-Gleichstrom-Ladekupplung

### Ziel
Mit der Verordnung wurden die europäischen Vorgaben der Richtlinie 2014/94/EU in Bezug auf Vorgaben für Ladestecksysteme an Ladepunkten für Elektromobile in deutsches Recht umgesetzt. Deutschland führte mit der LSV aber auch weitergehende Festlegungen zur Ladeinfrastruktur ein. Begründet wurden diese Erweiterungen im Entwurf der Verordnung mit der Feststellung, dass private Investitionen in die Ladeinfrastruktur hinter den Erwartungen zurückblieben, weil die notwendige Investitionssicherheit in Form von einheitlichen Steckerstandards nicht gegeben war und branchenübergreifend eine verbindliche Festlegung der technischen Standards für das Laden von Elektromobilen gefordert wurde.

### Inhalt der Regelung

#### Anwendungsbereich
In der Verordnung werden ausschließlich öffentlich zugängliche Ladepunkte reguliert (§ 1 LSV). Ein Ladepunkt wird als Einrichtung definiert, an der gleichzeitig nur ein elektrisch betriebenes Fahrzeug aufgeladen oder entladen werden kann (§ 2 Nr. 2 LSV). Ladesäulen, an denen mehrere Fahrzeuge gleichzeitig laden können, bestehen demnach aus mehreren Ladepunkten, die alle mindestens jeweils die geforderten Steckverbindungen aufweisen müssen. Kabellos und induktiv betriebene Ladepunkte sind von der Ausstattungspflicht mit den geforderten Steckvorrichtungen ausgenommen (§ 3 Abs. 6).
Ladepunkte sind öffentlich zugänglich, wenn der zum Ladepunkt gehörende Parkplatz von einem unbestimmten oder nur nach allgemeinen Merkmalen bestimmbaren Personenkreis tatsächlich befahren werden kann, es sei denn, der Betreiber hat am Ladepunkt oder in unmittelbarer räumlicher Nähe zum Ladepunkt durch eine deutlich sichtbare Kennzeichnung oder Beschilderung die Nutzung auf einen individuell bestimmten Personenkreis beschränkt (§ 2 Nr. 5 LSV). Ladepunkte bis 3,7 Kilowatt sind gemäß § 7 LSV von den Vorgaben der §§ 3 bis 6 LSV ausgenommen (sogenannter Innovationsfreiraum).

#### Mindestanforderungen an Stecker und Kupplungen
Neben der Definition von Ladepunkten ist die Vorgabe von genormten Stecker- und Kupplungssystemen für neu zu errichtende Ladestationen ein zentraler Bestandteil der Verordnung. Nach § 3 LSV müssen je nach Art des Ladepunktes Typ-2- oder/und Combo-2-Stecker nach DIN EN 62196 Teil 2 und Teil 3 vorhanden sein:
- Bei Ladepunkten für Wechselstromladen muss sowohl bei solchen mit bis zu 22 kW Leistung (Normalladepunkte, § 2 Nr. 3 LSV) wie bei solchen mit über 22 kW Leistung (Schnellladepunkte, § 2 Nr. 4 LSV) mindestens eine Typ-2-Steckdose bzw. eine solche Kupplung vorhanden sein (§ 3 Abs. 1 und 2 LSV).
- Bei Ladepunkten, an denen Gleichstromladen möglich ist, muss mindestens eine Combo-2-Kupplung vorhanden sein (§ 3 Abs. 3 LSV).

#### Punktuelles Laden
Betreiber von Ladepunkten (§ 2 Nr. 8 LSV) müssen jedem Nutzer von Elektromobilen das punktuelle Laden ohne vorherige Authentifizierung ermöglichen (§ 4 LSV). Dies kann erfolgen durch kostenlose Abgabe der Energie oder durch die Möglichkeit der Zahlung
- mittels Bargeld in unmittelbarer Nähe zum Ladepunkt oder
- mittels eines gängigen kartenbasierten Zahlungssystems bzw. Zahlungsverfahrens oder
- mittels eines gängigen webbasierten Systems. Die Menüführung des Systems muss mindestens in den Sprachen Deutsch oder Englisch erfolgen.

Diese Verpflichtung gilt nur für Ladesäulen, die ab dem 14. Dezember 2017 errichtet werden (§ 8 LSV). Durch sie soll eine ungehinderte betreiber-, kommunen- und länderübergreifende Nutzung von Elektromobilen ermöglicht werden. Diese würde durch eine teilweise je nach Betreiber des Ladepunktes bzw. nach einzelnen Kommunen differierende Freischaltungen, zum Beispiel mittels unterschiedlicher RFID-Karten, erschwert oder ausgeschlossen.

#### Anzeige von Ladepunkten, Prüfung von Schnellladepunkten
Außerdem statuiert die LSV
- die Anzeige von Inbetriebnahme, Betreiberwechsel und Außerbetriebsetzung von Ladepunkten bei der Bundesnetzagentur (§ 5 LSV) sowie
- ihre Kompetenz zur Prüfung von Schnellladepunkten auf Einhaltung der in § 3 Abs. 2-4 LSV enthaltenen technischen Anforderungen (§ 6 Abs. 1 LSV) und
- ihre Kompetenz zur Untersagung des Betriebs von Ladepunkten bei Nichteinhaltung der in § 3 Abs. 1-4 LSV enthaltenen technischen Anforderungen (§ 6 Abs. 2 LSV).

In der Begründung der LSV (VI. Gesetzesfolgen / 1. Rechts- und Verwaltungsvereinfachung) heißt es hierzu: „Eine Anzeige an die Bundesnetzagentur ist notwendig, um eine lückenlose Erfassung aller öffentlich zugänglichen Ladepunkte in der Bundesrepublik zu gewährleisten. Die Überwachung durch die Bundesnetzagentur ist erforderlich, da aufgrund des großen Gefährdungspotentials eine rechtliche Selbstverpflichtung der Betreiber zum sicheren und interoperablen Aufbau und Betrieb von Ladepunkten nicht ausreichend ist.“

## Rechtsgrundlage
Die rechtliche Grundlage der Verordnung findet sich im § 49 (Anforderungen an Energieanlagen) Absatz 4 Satz 1 des Energiewirtschaftsgesetzes, wonach das BMWi ermächtigt ist, mit Zustimmung des Bundesrates die zur Gewährleistung der
technischen Sicherheit sowie der Interoperabilität von öffentlich zugänglichen Ladepunkten für Elektromobile erforderlichen Regelungen zu treffen.
Am 22. Oktober 2014 trat die EU-Verordnung „Richtlinie 2014/94/EU des Europäischen Parlaments und des Rates über den Aufbau der Infrastruktur für alternative Kraftstoffe“ in Kraft. Die Umsetzung in nationales Recht obliegt den Mitgliedsstaaten. In der Richtlinie 2014/94/EU wird gefordert:
- Jeder Ladepunkt mit mehr als 3,7 kW Wechselstromladeleistung (AC) hat einen Anschluss nach IEC 62196 Typ 2 zu erhalten.
- Jeder Ladepunkt mit mehr als 22 kW Gleichstromladeleistung (DC) hat einen Anschluss nach Combined Charging System (CCS) zu erhalten.

## Kritik am Entwurf der Ladesäulenverordnung (2015/16)

### Kritik aus Interessenverbänden
Schon Anfang 2015, kurz nach der Vorstellung des Entwurfes einer „Ladesäulenverordnung“ durch das Bundesministerium für Wirtschaft und Energie, übten verschiedene Interessenvertreter und Verbände wie der Bundesverband Solare Mobilität (BSM), der Bundesverband Neuer Energieanbieter (bne), der Bundesverband der Energie- und Wasserwirtschaft (BDEW) und der Verband kommunaler Unternehmen (VKU) in Stellungnahmen Kritik am Referentenentwurf. Kritisiert wurde vor allem, dass sich der Entwurf der LSV zwar auf die Umsetzung der EU-Richtlinie 2014/94/EU des Europäischen Parlaments und des Rates vom 22. Oktober 2014 (ABl. L 307 vom 28. Oktober 2014, S. 2) beruft, der Entwurf der LSV aber in wichtigen Punkten abweichend formuliert wurde und weit stärker regulieren soll, als es die EU-Vorgaben vorsehen.
Im September 2015 erfolgte die Notifikation des deutschen LSV-Entwurfes bei der EU, worauf die Institutionen Änderungs- und Klarstellungsbedarf anmahnten. „Mehrere Mitgliedstaaten (Großbritannien, Finnland, Schweden und Dänemark) und die Kommission haben die deutsche Ausweitung der Definition, wann eine Ladesäule öffentlich zugänglich ist, bemängelt. Die Fehlinterpretation werde sich negativ auf private Investitionen in Technologie und Infrastruktur auswirken, obwohl ebendiese nach der Richtlinie besonderen Schutz genießen.“
Trotzdem wurde der Entwurf am 28. Oktober 2015 unverändert von der Regierungskoalition beschlossen. Roger Kohlmann, Mitglied der BDEW-Hauptgeschäftsführung, äußerte: „Statt bestehende Hemmnisse abzubauen und europaweit einen einheitlichen Rahmen für die Elektromobilität zu schaffen, würde die geplante Ladesäulenverordnung in ihrer jetzigen Fassung sogar neue Hürden für den Aufbau der Infrastruktur in Deutschland bedeuten. Der Entwurf weist zahlreiche Mängel und Versäumnisse auf: Diverse Grundannahmen sind nicht nachvollziehbar, branchenübergreifende Empfehlungen der Nationalen Plattform Elektromobilität werden nicht berücksichtigt und neue bürokratische und kostenintensive Auflagen prägen den Entwurf.“ Andreas-Michael Reinhardt, Präsident des LEMnet-Europe e.V. als zentrale Übersicht von Ladestationen in Europa, äußerte: „Ärgerlich ist, dass das BMWi mit seinen Festlegungen sowohl gegen die EU-Richtlinie selbst verstößt als auch Maximalfestlegungen erreichen will, wo lediglich Mindestanforderungen laut EU-Kommission notwendig sind. Die erhoffte Wirtschaftlichkeit alter wie neuer Ladeinfrastruktur wird aussichtsloser und Investitionssicherheit wird ausgerechnet durch einen Wirtschaftsminister abgeschafft.“
Vor der geplanten Verabschiedung durch den Bundesrat im November 2015 kritisierten nochmals führende Verbände und Vereine der E-Mobilität, Handwerk und Industrie in Deutschland die LSV. Vor allem die Definition der „öffentlichen Ladestelle“ wird kritisiert, die nach der LSV alle Steckdosen/Lademöglichkeiten auch auf privatem Grund und mit ausgrenzenden Zugangssystemen erfasst, wenn sie nicht durch bauliche Maßnahmen vom öffentlichen Verkehrsraum abgetrennt sind. Die LSV bezieht so ausdrücklich private und halböffentliche Ladestellen an Gaststätten, Hotels und bei Gewerbetreibenden in die Regulierung ein, ohne dass es dafür eine Notwendigkeit gäbe. Auch die bürokratische, technische und Kostenbelastung wird kritisiert und der Sinn einer solchen weitreichenden Regulierung angezweifelt. Die neutrale Gleichbehandlung verschiedener technischer Lösungen, wie sie die EU-Richtlinie anmahnt, wird bei Schnellladern mit einer Leistung von über 22 kW zugunsten des Combined Charging System umformuliert. In einem Brief an den Wirtschafts- und Verkehrsausschuss im Bundesrat wurden Korrekturen vor der Verabschiedung angemahnt. Auch im Ausland wurde die LSV als deutsche Umsetzung der EU-Richtlinie kritisch aufgenommen. Onoph Caron von der in den Niederlanden landesweit einheitlich betriebenen Ladeinfrastrukturplattform macht für die schon vor der Verabschiedung der LSV teils doppelten Kosten der Ladeinfrastruktur in Deutschland das strengere Regelwerk verantwortlich: „Ich glaube nicht, dass wir so etwas in den Niederlanden haben.“ Auch die negativen Auswirkungen der LSV auf einen freien, marktwirtschaftlichen Wettbewerb werden kritisiert.
Auf Antrag der Bundesländer Berlin, Hamburg und Mecklenburg-Vorpommern wurde die Verabschiedung der LSV durch den Bundesrat auf den Februar 2016 vertagt. Robert Busch (Geschäftsführer des Bundesverband Neuer Energieanbieter bne) sagte: „Mit der Verschiebung des Beschlusses bietet sich nun der notwendige Raum, die größten Fehler der Verordnung auszubügeln. Dafür sollten alle Beteiligten an einen Tisch geholt werden, um eine wirklich tragfähige Lösung zu finden, die die Elektromobilität voranbringt“
Im Internet wurde eine online-Bürgerpetition gegen die verabschiedete Ladestellenverordnung gestartet.
Die Ladesäulenverordnung wurde zum 17. März 2016 ohne größere Veränderungen in Kraft gesetzt.

### Kritikpunkte im Einzelnen
- Die Verordnung trägt den Titel „Ladesäulenverordnung“, obwohl im Weiteren ausschließlich der Begriff des Ladepunktes verwendet wird.
- Ein Ladepunkt wird definiert als „Ladeeinrichtung, die zum Aufladen von Elektromobilen geeignet und bestimmt ist (Normalladepunkt bis 22 kW, Schnellladepunkt >22 kW) und an der zur gleichen Zeit nur ein Elektromobil aufgeladen werden kann“ (§ 2 Nr. 6 LSV). Damit sind mehrere Anschlussmöglichkeiten als mehrere Ladepunkte definiert, die jeweils die Auflagen zu erfüllen haben – nicht nur der gesamte Ladehalt oder die Ladesäule. Dies führt zu unverhältnismäßigen Anforderungen, wenn beispielsweise mehrere parallelgeschaltete, gemeinsam abgesicherte IEC 60309 CEE-Anschlussdosen vorgehalten werden, um Adapter zu vermeiden. Sie gelten nach LSV als jeweils ein Ladepunkt.
- Abweichend von der EU-Richtlinie wird in § 2 Nr. 9 LSV ein Ladepunkt unabhängig von „Authentifizierung, Nutzung und Bezahlung“ als öffentlich zugänglich erklärt, wenn der zugehörige Parkraum von „unbestimmten oder nur nach allgemeinen Merkmalen bestimmbaren Personenkreis“ erreichbar ist. Damit ist jede Außensteckdose, die nicht durch Schranken, Zäune oder Tore abgesperrt wird, ein öffentlich zugänglicher Ladepunkt – ausdrücklich auch auf privatem Grundstück.[23] Auch die in der Begründung als ausgeschlossen angeführten Carport- und Garagenladepunkte würden somit öffentlich zugänglich, wenn sie in einem Ladepunktverzeichnis publiziert und damit für die Allgemeinheit zugänglich gemacht würden. Die Abweichungen wurden von der EU-Generaldirektion als nicht EU-Richtlinien-konform angesehen und eine Klarstellung angemahnt.[24]
- Abweichend von der EU-Richtlinie die Festlegung, dass an Ladestellen mit Gleichstrom nicht nur an Schnellladepunkten (>22 kW), sondern generell Combo 2 nach der Norm DIN EN 62196-3 (CCS2-Standard) als Anschluss vorhanden sein muss. Die Festlegung auf den Combo-2-Standard erfolgt, obwohl dessen Zukunftsfähigkeit für noch höhere Ladeleistungen schon heute in Frage gestellt wird. Andere Stecker- und Ladesysteme werden diskriminiert.
- Reine CHAdeMO-Ladesäulen, Tesla Supercharger oder als Stromtankstelle ausgewiesene Mehrfachsteckdosen (z. B. Park&Charge oder Drehstromnetz) in ihrer derzeitigen Form genießen zwar Bestandsschutz, aber lediglich bis zu eventuellen technischen Veränderungen, die über die Sicherung der Betriebsfähigkeit hinausgehen. Sie entsprechen ausdrücklich nicht der Richtlinie. Auch nicht, wenn sich zusätzlich richtlinienkonforme Ladepunkte am selben Standort befinden.
- Festlegung von Anzeigepflichten mit Fristen, Gebühren und Prüfnachweispflichten gegenüber der Bundesnetzagentur, die das unkomplizierte Zurverfügungstellen von kostenlosen Ladepunkten, beispielsweise vom Einzelhandel, Hotels oder der Gastronomie mit bürokratischen und finanziellen Auflagen belegen.[25]
- Fehlerhafte Ausweisung der Erfüllungskosten von jährlich 900.000 €,[26] die für den Bürger keinen Erfüllungsaufwand ausweist, aber eben gerade auch private und nichtkommerzielle Ladestellen in die Regulierung ausdrücklich einschließt.
- Fehlerhafte Betrachtungsgröße (Erläuterungen, Zu § 4, Zu Absatz 3) der Anzahl der in Deutschland existenter Schnellladepunkte. Statt der in der LSV insgesamt angenommenen ca. 200 Schnellladepunkte betreibt allein Tesla Motors in Deutschland über 400 Supercharger-Schnellladepunkte.[27] Die Rechtfertigung des Aufwandes für Anzeige und Überwachungspflichten durch die geringe Anzahl ist damit hinfällig.
- Abweichend von Artikel 4, § 4, erster und zweiter Satz der Richtlinie 2014/94/EU, die eine Übergangsfrist bis zum 18. November 2017 vorsieht, sollen die Regelungen der LSV schon 3 Monate nach Verabschiedung in Kraft treten.
- Schaffung einer in Europa einmaligen, zusätzlichen Bürokratieinstanz, deren Kosten bis zum Jahr 2020 mit jährlich über 1,2 Mio. € kalkuliert werden.[26] Der Verband kommunaler Unternehmen e.V. schrieb schon Anfang 2015 dazu: „Der Aufbau der Ladeinfrastruktur befindet sich im nichtregulierten Bereich. Eine Notwendigkeit der Regulierung ist nicht erkennbar, da kein natürliches Monopol vorliegt.“[9]
- Schaffung zusätzlicher Kostenbelastungen für Ladestellenbetreiber durch Prüfnachweise, obwohl der Aufbau und Betrieb elektrischer Anlagen und die Haftung in Deutschland strengen Vorschriften unterliegt – vor allem bei tatsächlich öffentlicher Nutzung.
- Im Gegensatz zur technischen Definition der Ladegeschwindigkeit, die entweder zeitbezogen (z. B. in Minuten) angegeben wird, oder die Stromstärke abhängig von der Akkukapazität (z. B. 1C entspricht einer Ladedauer von 1 Stunde) angibt, definiert die Ladesäulenverordnung Schnellladepunkte als Einrichtungen, bei denen eine Ladeleistung von mehr als 22 kW bereitgestellt wird (§ 2 Nr. 8 LSV). Bei absehbar größeren Akkukapazitäten von deutlich über 20 kWh bedeutet dies Ladezeiten von mehreren Stunden, was nicht der allgemeinen Vorstellung von „Schnellladen“ entspricht.

Der Bundesverband solare Mobilität und verschiedene Betreiber von nichtkommerziellen Ladepunkten fassen die Kritik an der LSV wie folgt zusammen:
„Die LSV ist für private Betreiber von öffentlich zugänglicher Ladeinfrastruktur für Elektrofahrzeuge der Sargnagel sowohl für die Bestandserhaltung als auch den Ausbau von Ladesäulen und -Boxen. Im Grunde sind die auferlegten Bürokratie- und wiederkehrenden Gebührenlasten (...) völlig unangemessen und dienen lediglich industriellen Interessen, nicht denen der betroffenen E-Mobilisten.“